# Giang Tổ Bình
Giang Tổ Bình (tiếng Trung: 江祖平) (sinh ngày 30 tháng 1 năm 1978) là một nữ diễn viên và truyền hình Đài Loan, nổi tiếng với các bộ phim truyền hình của cô. Giữa năm 2005 và 2010 Giang Tổ Bình nổi lên như một người được khán giả yêu thích ở Đài Loan và các khu vực nói tiếng Phúc Kiến khác cho vai diễn đa dạng của cô trong các vở opera dài như Tình đầu khó phai, Khi người ta yêu, Mom's House và Đời sống chợ đêm. Tờ báo của Singapore The New Paper gọi cô là "Nữ hoàng xà phòng Phúc Kiến".

## Phim

### Phim truyền hình
| Năm  | Đài Phát Sóng                                 | Tên Phim                                          | Nhân Vật                                  |
| 1996 | Trung Thị                                     | Thiên công tổn thương người tốt                   | Đình Đình                                 |
| 1997 |                                               | Câu chuyện tình yêu âm nhạc của Tôn Diệu Uy       |                                           |
| 1997 | Trung Thị                                     | Nhà là một ổ heo                                  | Tiểu Mật                                  |
| 1997 | Đài Thị                                       | Nhiệm vụ phi thường                               | Lâm Hoa Nghi                              |
| 1998 | Trung Thị                                     | Thử tình khả vấn thiên                            | Đặng Hiểu Thiến                           |
| 1998 | Formosa TV                                    | Chòm sao nam nữ Phần: Cô độc tuổi 18              | Dư Tưởng Tưởng                            |
| 1999 | Đài truyền hình Trung Hoa                     | Thổ Địa Công Truyền Kỳ Song Long Đoạt Châu        | Mộc Tiểu Thanh                            |
| 1999 | TVBS Entertainment Channel                    | Câu chuyện tình yêu âm nhạc của Động Lực Hỏa Xa   |                                           |
| 1999 | TVBS Entertainment Channel                    | Câu chuyện tình yêu âm nhạc của Trần Tiểu Xuân    |                                           |
| 2000 | Công Thị                                      | Little Doctor in Big Hospital                     | Dương Ái (Amigo)                          |
| 2000 | Hoa Thị                                       | Nữ sinh đi về phía trước                          | Lâm Mỹ Trinh                              |
| 2000 | Tam Lập                                       | Cửu chỉ tân nương                                 | Giang Thanh Liên                          |
| 2000 | Câu chuyện tình yêu âm nhạc của Tạ Đình Phong |                                                   |                                           |
| 2000 | Hoa Thị                                       | Công chúa Hoài Ngọc                               | Hốt Luân Vân Nhi (Vân cách cách)          |
| 2000 | Trung Thị                                     | Lương Sơn Bá Chúc Anh Đài (Thiếu niên Lương Chúc) | Ngân Tâm                                  |
| 2000 | Công Thị                                      | Bia tướng quân                                    | Thạch Kỳ                                  |
| 2000 | Câu chuyện tình yêu âm nhạc của Chu Huệ       |                                                   |                                           |
| 2000 | Bát Đại                                       | Vì yêu                                            | Phương Viên                               |
| 2001 | Hoa Thị                                       | Yên vũ Giang Nam                                  | Trân Châu                                 |
| 2001 | Đài Thị                                       | Thiên hạ đệ nhất trạng                            | Uyển Nhi                                  |
| 2001 | Dân Thị                                       | Phi long tại thiên                                | Lâm Tú Nguyệt                             |
| 2001 | Hoa Thị                                       | Lạc mất chồng                                     | Mạt Lị                                    |
| 2002 | CTV                                           | Phong Vân                                         | U Nhược                                   |
| 2002 | Hoa Thị                                       | Yêu tổng giám đốc                                 | Giang Hạnh Dao                            |
| 2002 | CTV                                           | Tình yêu bì thư trắng                             | Duy Kinh                                  |
| 2002 | Công Thị                                      | Ánh nắng mặt trời sau núi                         | Cố Nhã Huệ                                |
| 2003 | Đài Thị                                       | Ân oán tình thù                                   | Trần Phụng、Trần Anh                      |
| 2003 | Tam Lập                                       | Thiên kim 100%                                    | Trần Sa Sa                                |
| 2003 | Vệ thị Trung văn                              | Tiệm cầm đồ số 8                                  | Triệu Lương Ngâm, Phù Dung, Amy           |
| 2003 | Đông Sâm                                      | Ánh đèn vạn nhà                                   |                                           |
| 2004 | Công Thị                                      | Cùng một ánh trăng                                | Lưu Thục Phân                             |
| 2004 | Hoa Thị                                       | Thăng không cao phi                               | Tống Lâm                                  |
| 2004 | Dân Thị                                       | Tình đầu khó phai                                 | Lâm Tú Huệ                                |
| 2005 | Hoa Thị                                       | Tình cũ không phai                                | Hồ Ngọc Lan                               |
| 2006 | Dân Thị                                       | Yêu sai                                           | Lê Hải Hoa                                |
| 2006 | Hoa Thị                                       | Thiên trường địa cửu                              | Trương Nhã Văn                            |
| 2007 | Hoa Thị                                       | Tỉnh mộng đất khách                               | Tiểu Mai, Tiểu Lan (Chị em song sinh)     |
| 2007 | Công Thị                                      | Life Abroad                                       | Giang Ức Như                              |
| 2007 | H-Code EP                                     |                                                   |                                           |
| 2008 | Dân Thị                                       | Khi người ta yêu                                  | Tạ Minh Minh                              |
| 2008 | Da Ai TV                                      | Yêu, cùng anh song hành                           | Lâm Tuyết Châu                            |
| 2009 | CCTV                                          | Gặp lại A Lang                                    | Bạch Ngọc Phụng                           |
| 2009 | Formosa TV                                    | Nương gia                                         | Lưu An Kỳ                                 |
| 2010 | Formosa TV                                    | Đời sống chợ đêm                                  | Phan Khả Hân                              |
| 2011 | Formosa TV                                    | Anh hùng liêm chính                               | Vương Phi                                 |
| 2011 | An Huy TV                                     | Nương gia 3                                       | Lưu An Kỳ                                 |
| 2012 | Giang Tây TV                                  | Gả vào hào môn                                    | Thẩm Doanh Đễ                             |
| 2014 | Iqiyi                                         | Xin chào người ngoài hành tinh                    | Cổ Kỳ                                     |
| 2014 | Hồ Nam giải trí                               | Tân Tế Công: Quỷ Diện Quan Âm ‎                    | Mẫu Đan                                   |
| 2015 | Thượng Hải Điện Thị                           | Mẹ tiến về phía trước                             | Hồ Lị                                     |
| 2015 | Hoa Thị                                       | Yêu em vô điều kiện                               | Trần Lệ Khanh, Hà Bảo Ngọc                |
| 2016 | Sơn Đông TV                                   | Lưu Hải đấu Kim Thiềm                             | La Mạn Vân Thiền                          |
| 2016 | Thẩm Quyến đô thị                             | Yêu người đẹp ngủ                                 | Diệp Y Đình / Diệp Y San（Đổi khuôn mặt） |
| 2016 | Thẩm Quyến đô thị                             | No Easy to Rise a Child                           | Diêm Đễ Nhi                               |
| 2016 | Hồ Nam giải trí                               | Mẹ tiến lên tiến lên                              | Hồ Sa Sa                                  |
| 2016 | Tam Lập                                       | Hương vị cuộc sống                                | Hác Huệ Huyên                             |
| 2018 | Formosa TV                                    | Đại thời đại                                      | Dương Hạnh Mỹ                             |
| 2019 | Da Ai TV                                      | Con đường sám hối của Trình ca                    | Bảo Thoa                                  |
| 2020 | Tam Lập                                       | Thiên chi kiêu nữ                                 | Kha Thục Quân                             |
| 2021 | Vệ thị Trung văn                              | Nếu hoa biết                                      | Vương Phụng Tiên                          |